# Keystone B-3A
Keystone B-3A – amerykański samolot bombowy z lat 30. XX wieku. Został zaprojektowany jako wersja rozwojowa wcześniejszego bombowca Keystone LB-6. Bombowce serii Keystone Panther (B-3A/4A/5A/6A) były ostatnimi dwupłatowymi bombowcami United States Army Air Corps (USAAC).

## Historia
Ostatni, siedemnasty bombowiec Keyston LB-6 z zamówionej w 1929 serii produkcyjnej (numer seryjny 29-027) został zmodyfikowany na życzenie USAAC, otrzymał on nowe silniki, nowo powstałe wówczas Wright R-1750-1 o mocy 525 KM, a podwójny statecznik pionowy samolotu został zamieniony na pojedynczy, nowy samolot otrzymał oznaczenie LB-10. W 1930 USAAC zamówił 63 samoloty w wersji LB-10A (numery seryjne 30-281/343), które różniły się od prototypu jedynie nieco krótszym kadłubem, mniejszą rozpiętością skrzydeł i użytym silnikiem (Pratt & Whitney R-1690-3). Jeszcze przed dostawą pierwszego samolotu, USAAC  wprowadził nowy system oznaczeń, w którym wszystkie samoloty bombowe zostały oznaczone pojedynczą literą „B” i oznaczenie LB-10A (light bomber, lekki bombowiec) zostało zamienione na B-3A.
Zewnętrznie nowe bombowce nie różniły się znacznie od samolotów bombowych używanych w czasie I wojny światowej, ich osiągi także nie były znacząco lepsze od używanych 15 lat wcześniej samolotów, niemniej bombowce Keystone były znacznie bardziej niezawodne i bezpieczniejsze. Samoloty nosiły nazwę producenta Keystone Panther, ale nazwa nie była używana przez USAAC.
Pierwsze B-3A zostały dostarczone USAAC w październiku 1930.
27 ostatnich samolotów z serii LB-10A/B-3A otrzymało silniki Wright R-1750-3 i zostały dostarczone już jako Keystone B-5A (numery seryjne 30-317/343).
Niektóre z B-3A pozostały na służbie jeszcze do 1940, ostatnią jednostką wyposażoną w te samoloty był 2nd Observation Squadron (2 Dywizjon Obserwacyjny) stacjonujący w bazie Nichols Field na Filipinach.

## Opis konstrukcji
Samolot Keystone B-3A był dwupłatowym, dwusilnikowym bombowcem z podwoziem stałym z kołem ogonowym.  Załogę stanowiło pięć osób. Samolot posiadał trzy obronne stanowiska strzeleckie (na przodzie kadłuba, na grzbiecie i pod kadłubem, uzbrojenie obronne stanowiły trzy karabiny maszynowe Lewis (pięć według innych źródeł).

## Wersje

### LB-10
Ostatni produkcyjny egzemplarz Keystone LB-6 ze zmienionym usterzeniem i mocniejszymi silnikami.

### LB-10A
Wersja produkcyjna LB-10 z nieco zmienionym kadłubem i skrzydłami, zamówiono serię 63 samolotów (numery seryjne 30-281/343).

### B-3A
Oznaczenie pod jakim LB-10A weszły do służby.

### B-5A
27 ostatnich samolotów LB-10A ze zmienionymi silnikami.

## Lista samolotów

### Dane taktyczno-techniczne
| Wersja               | Długość (m) | Rozpiętość (m) | Wysokość (m) | Silniki                  | Moc (KM) | Masa własna (kg) | Masa start. (kg) | Pręd. maks. (km/h) | Pręd. przel. (km/h) | Pułap (m) | Zasięg (km) | Ładunek bomb. (kg) |
| -------------------- | ----------- | -------------- | ------------ | ------------------------ | -------- | ---------------- | ---------------- | ------------------ | ------------------- | --------- | ----------- | ------------------ |
| Keystone LB-6        | 15,01       | 23,00          | 5,50         | Wright R‑1750‑1          | 525      | 3186             | 6100             | 183                | 153                 | 3550      | 1017        | 910                |
| Keystone LB-10       | 15,01       | 22,86          | 4,72         | Wright R‑1750‑1          | 525      | -                | 6025             | 186                | 150                 | 4096      | -           | 1133               |
| Keystone LB-10A/B-3A | 14,88       | 22,75          | 4,80         | Pratt & Whitney R‑1690‑3 | 525      | -                | 5874             | 183                | 157                 | 3870      | 1384        | 1133               |